# Верблюжье молоко

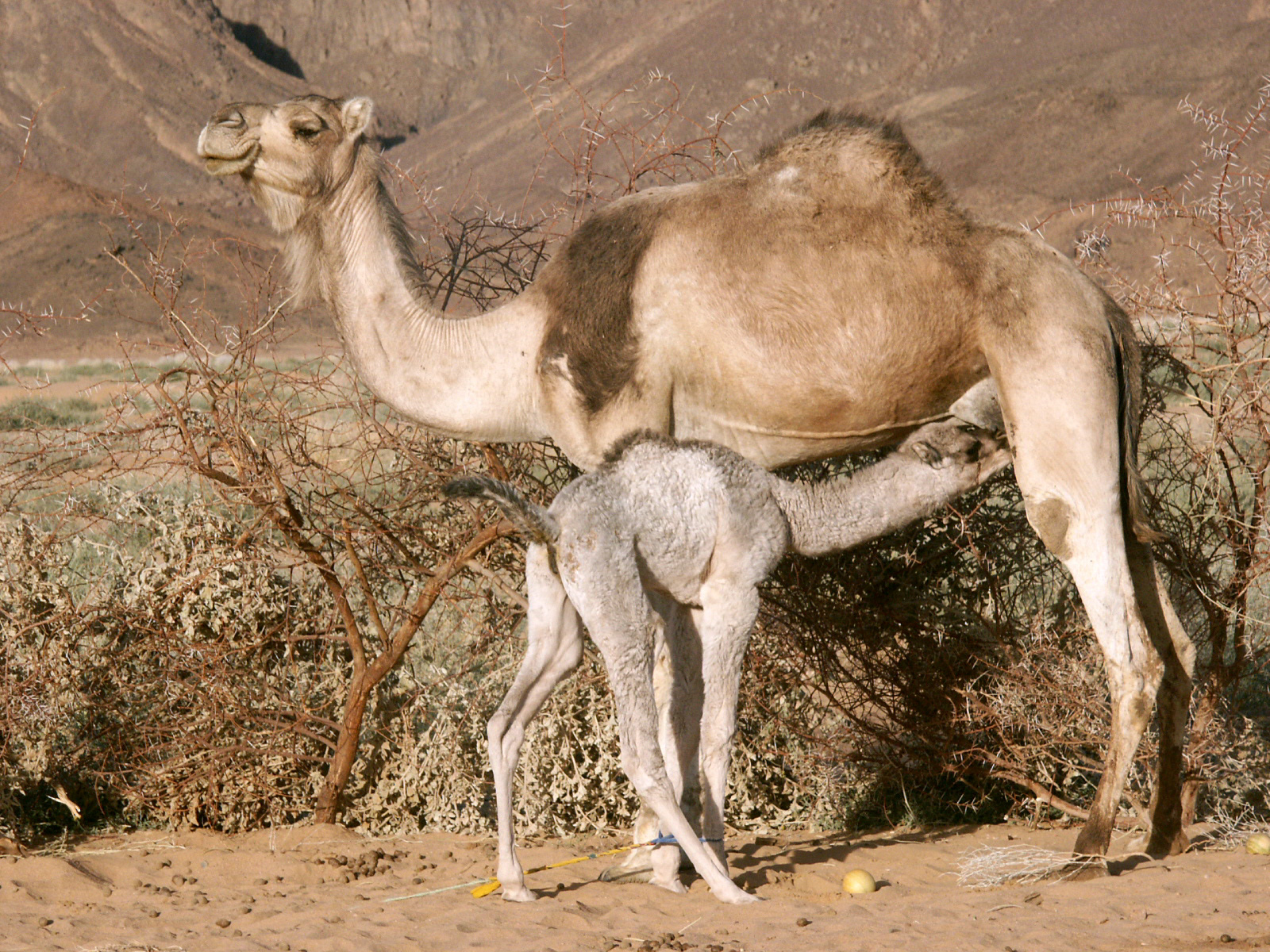
Малыш сосёт молоко матери

Верблю́жье молоко́ — естественное природное материнское молоко, вырабатываемое в виде секрета молочных желёз млекопитающих верблюдицами (лат. Camelus) из биологического семейства Верблюдовые (лат. Camelidae) для кормления своих новорождённых верблюжат и используемое людьми после дойки одомашненных и сельскохозяйственных животных верблюдоводства в качестве пищевого продукта (питья) и/или сырья для производства разнообразных кулинарных изделий и блюд.

## Особенности

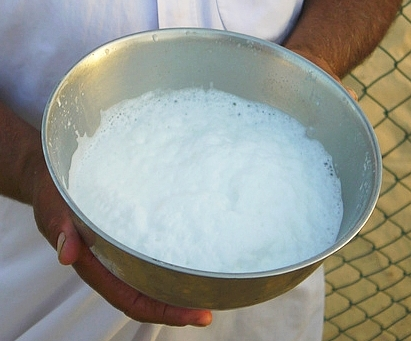
Вид верблюжьего молока

Верблюжье молоко белого цвета с характерным молочным запахом, сладковатым и чуть солоноватым привкусом — интенсивность которого определяется кормом и качеством воды; гуще коровьего молока и превосходит его по пищевой ценности. Верблюжье молоко содержит значительное количество антибактериальных соединений, а число лактобактерий и бифидобактерий очень мало, что обеспечивает более длительную устойчивость к температурному режиму хранения молока. В верблюжьем молоке содержится больше фосфора, кальция, макро- и микроэлементов, аминокислот, углеводов. Верблюжье молоко хорошо утоляет жажду, благодаря повышенному содержанию натрия. Особенностью верблюжьего молока является и сравнительно высокое содержание жира. При неприхотливости и скудности в рационе питания верблюдов в естественных природных условиях, они способны производить около 2000 литров молока в год. Молочная продуктивность за лактацию у бактрианов 1-1,7 тыс. литров, в молоке бактрианов содержится 4,5 % белка, 5,2 % жира, 5 % углеводов; у дромадеров продуктивность оставляет 3,4-5,2 тыс. литров, при этом в молоке содержится — 3,6 % белка, 4,5 % жира, 5 % углеводов. Производство и потребление молока верблюдиц распространено в пустынных и засушливых районах: из него готовят творог и йогурт, а местные жители могут более месяца питаться лишь одним верблюжьим молоком.

### Состав и пищевая ценность

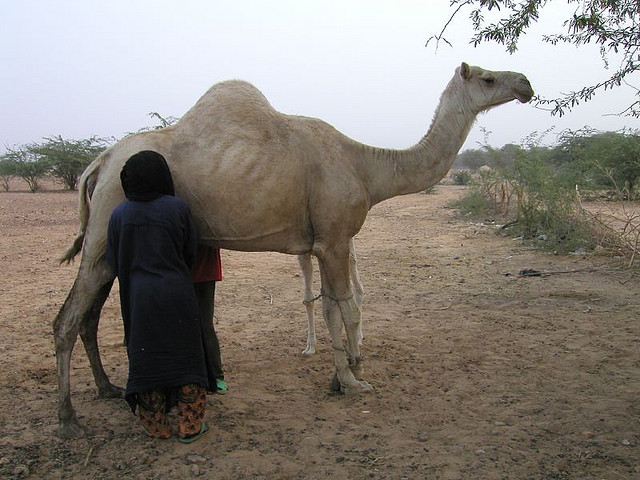
Доение верблюда

На количество получаемого молока и его питательный состав влияют многие факторы, в том числе количество и рацион питания животного, частота приёма жидкости, климатические показатели, возраст, частота доения, уход за телятами, метод доения (ручное или машинное), состояние здоровья верблюдицы и её репродуктивный статус. Верблюды, разводимые ради молока, часто живут в сложных природных условиях, что затрудняет сравнение по показателям надоя между дромадерами и бактрианами, а также между разными популяциями одного и того же вида. В аналогичных условиях разведения верблюжье молоко по содержанию белка и жира примерно аналогично коровьему, но содержит в три раза больше витамина С и при этом не содержит β-лактоглобулина. Оно подходит как заменитель молока для людей с аллергией на коровье молоко и, по некоторым данным, может быть полезным при атопическом дерматите. Порядка 4 литров верблюжьего молока удовлетворяет суточную энергетическую потребность человека, а также его потребности в белке. В отличие от коров и коз верблюды могут давать молоко даже в засушливый сезон и в периоды полной засухи, а также могут прожить до трёх недель без воды (в зависимости от содержания влаги в корме). Без воды верблюды дают более разбавленное молоко (91 % воды по сравнению с 86 % для животного, получающего достаточное количество питьевой воды); такое молоко — ценный источник воды для телят (и людей). Обезвоженный верблюд даёт также более постное молоко с чуть более 1 % жира. Верблюды, способные давать молоко даже при кормлении некачественными кормами, являются надёжным вариантом обеспечения продовольственной безопасности в регионах со сложными природными условиями.
По данным Управления по санитарному надзору за качеством пищевых продуктов и медикаментов США (FDA), доля жиров в верблюжьем молоке составляет 3 %. Однако в других источниках указывается, что этот показатель в нём варьируется в зависимости от страны и региона, а также зависит от рациона питания, уровня гидратации животного и типа верблюда. В частности, в «Кембриджской всемирной истории пищи» указано, что нормальная жирность составляет 3-5,38 % для дромадера и 5,8-6,6 % для бактриана. В подробном отчёте, опубликованном Продовольственной и сельскохозяйственной организацией Объединённых Наций в 1982 году, отмечается, что содержание жира варьируется от 1,1 % (в засушливых районах Израиля) до 5,5 % (в Эфиопии). В систематическом обзоре 2015 года сообщается, что содержание жира в молоке дромадера составляет от 1,2 % до 6,4 %.
Производители верблюжьего молока в Австралии заявляют, что их продукты содержат меньше жира и лактозы, чем коровье молоко.

## Экономическое значение

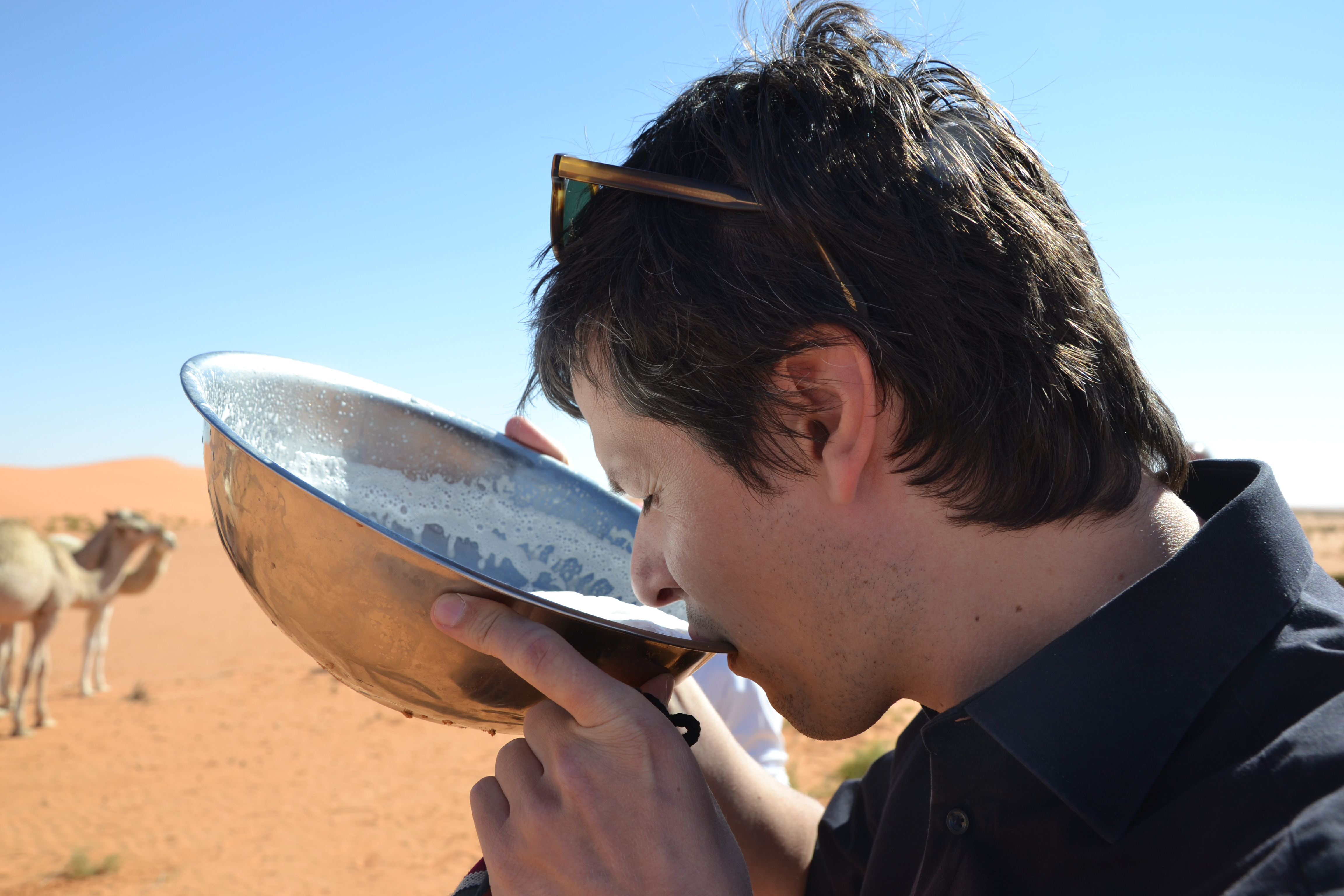
Потребление сырого свежевыдоенного верблюжьего молока

Молоко является наиболее важным пищевым продуктом, получаемым от верблюдиц. После отёла бактрианы дают молоко на протяжении 14-16 месяцев, дромадеры — 12-20 месяцев. Для продления лактации верблюдов используются различные способы, в том числе подмена у самки забитого телёнка другим, покрытым шкурой мёртвого животного. Самка бактриана производит 5 литров в день, а дромадера — в среднем 20 литров в день. В Восточной Африке верблюды дают 3,5-4 литра молока в сухой сезон и до 10 литров в сезон дождей, что в несколько раз больше, чем козы (соответственно не более 0,2 литра и 1 литр); в Кении верблюды дают вдвое больше молока, чем коровы, и в девять раз больше, чем козы, выращенные в тех же условиях. В 2017 году мировое производство цельного свежего верблюжьего молока составило 2,85 миллиона тонн, при этом на Сомали и Кению приходилось 64 % от общемирового производства; другие крупные производители данного продукта — Мали и Эфиопия. В промышленных масштабах верблюжье молоко производится в ряде арабских стран Западной Азии и Северной Африки, а также в Индии и Пакистане. Кроме того, существует его производство в Австралии, откуда данный продукт экспортируется в страны Юго-Восточной Азии и в США.

## Продукты из верблюжьего молока

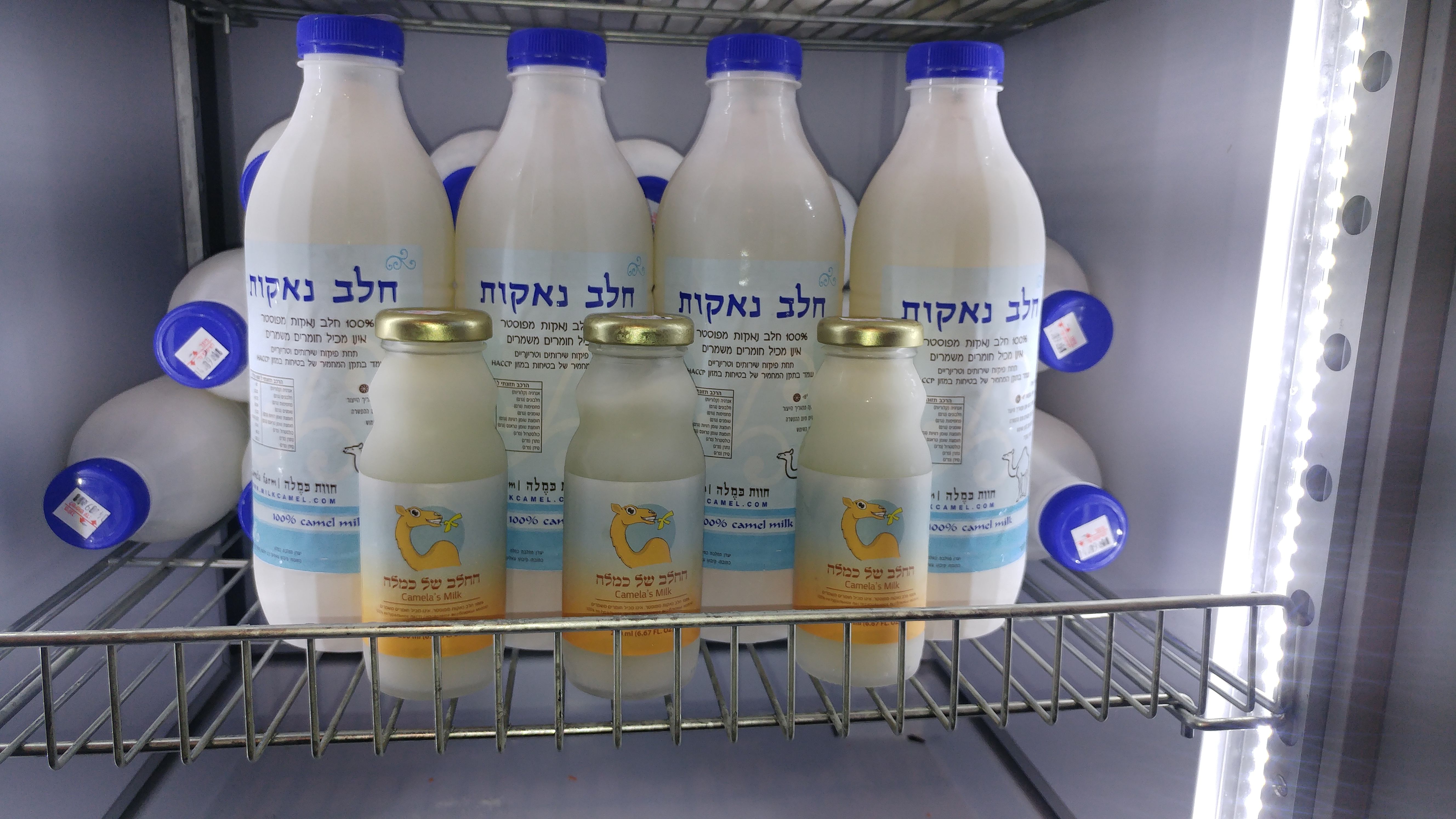
Верблюжье молоко в бутылках в Израиле

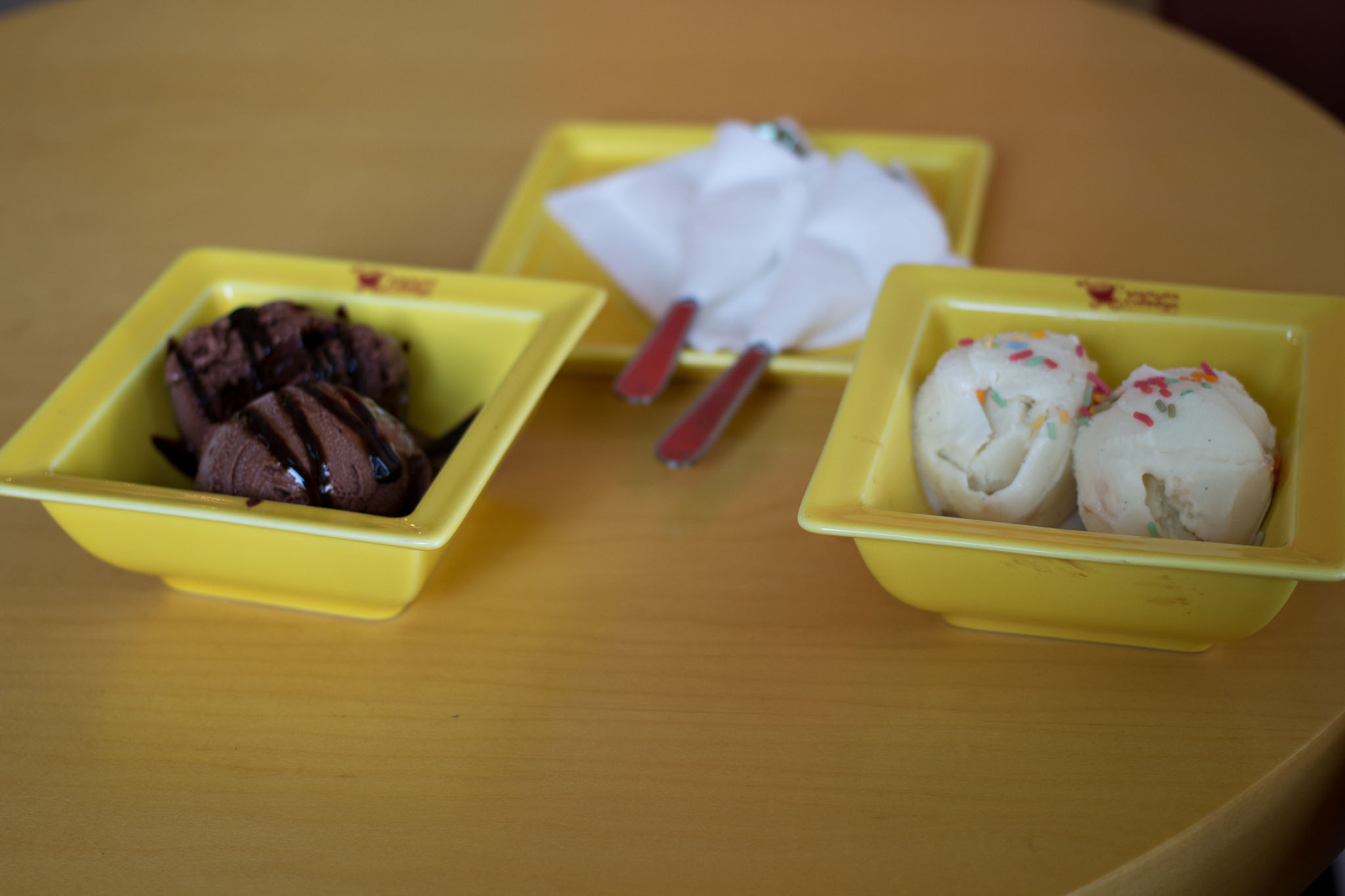
Мороженое из верблюжьего молока

Верблюжье молоко чаще всего используется в качестве сырья для приготовления подобия йогуртов; его характерной особенностью является то, что находящийся в нём жир имеет форму очень маленьких шариков, что затрудняет (но не делает невозможным) его отделение, ввиду чего приготовить из него масло и сыр очень трудно и трудоёмко. В частности, масло можно получить лишь из прокисшего молока, которое взбивают и затем добавляют осветляющее средство. Приготовить из верблюжьего молока сыр значительно сложнее, чем из молока других молочных животных, поскольку он с трудом коагулирует. В 1990-х годах французский учёный Раме, работавший по гранту ФАО, смог получить из верблюжьего молока кислый творог путём добавления в него фосфата кальция и растительного сычужного фермента. Сыр, произведённый из него, имеет низкое содержание холестерина и легко усваивается даже людьми с непереносимостью лактозы. В результате сотрудничества мавританского завода по производству верблюжьего молока Tiviski, ФАО и Раме был создан сыр европейского стиля, продаваемый под брендом «Caravane». Утверждается, что это единственный сыр из верблюжьего молока в мире. Из верблюжьего молока также готовят мороженое. В Средней Азии из ферментированного верблюжьего молока готовят напиток шубат.